# Mbochi (peuple)
Pour les articles homonymes, voir Mbochi.

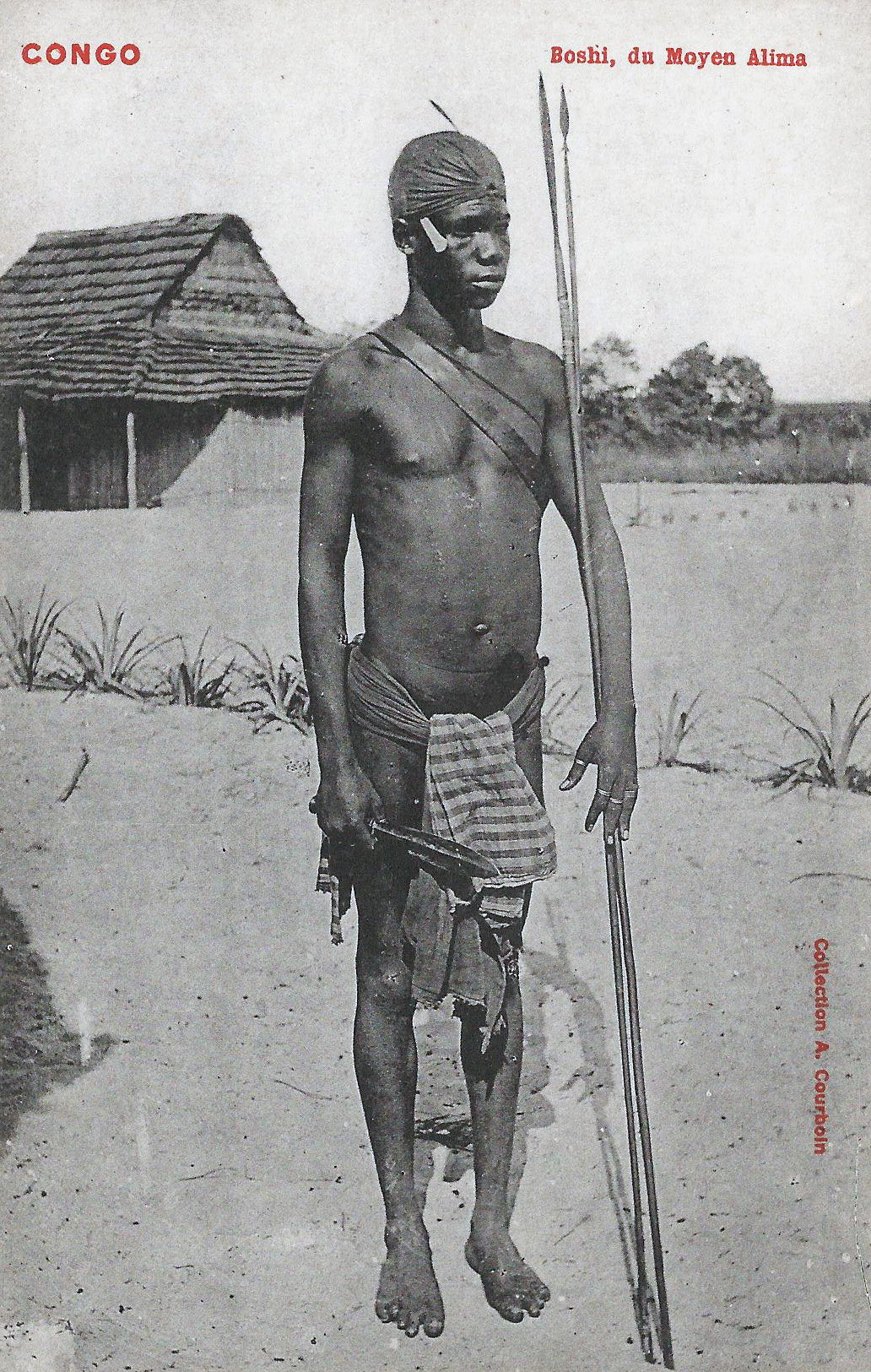
Boshi du Moyen Alima, vers 1902.

Les Mbochi sont une population de langue bantoue descendant de ngombe qui vivaient en ituri de la région des grands lacs d'Afrique centrale établie après une migration de l'est vers le centre aux alentours des années 1850 en république du Congo, particulièrement dans  les départements de la Cuvette, près d'Oyo, et des Plateaux, aux alentours d'Ollombo, ainsi que dans le quartier Talangaï de Brazzaville. D'autres communautés vivent à l'ouest de la république démocratique du Congo (Ngombe), ainsi qu'à l'est du Gabon.

## Ethnonymie
Selon les sources et le contexte, on rencontre différentes formes : Amboshi, Baboshi, Bochi, Boubangui, Embosi, M'Bochi, Mbochis, M'Boschi,  
Mboshe, Mboshi, Mbosi, Ombosi.

## Langues
Leur langue est le mbochi (ou embɔ́si), une langue bantoue qui a subi un mélange avec le Makoua en république du Congo lors de la migration vers les régions centrales de l'Afrique. Le nombre de locuteurs  était estimé à 108 000 en 2000, mais la plupart utilisent aussi le lingala et le teke-tege.

## Personnalités
Parmi les représentants les plus éminents du peuple mbochi figurent le président de la République du Congo, Denis Sassou-Nguesso, ainsi qu'une grande partie de ses proches collaborateurs, dont le vice-amiral Jean-Dominique Okemba, à la tête du Conseil national de sécurité

Culture
Sur le plan culture figure Germaine Ololo, comédienne conteuse et promotrice culturelle. Elle dirige la Compagnie ISSIMA, une structure de promotion culturelle et artistique basée à Pointe-Noire, dans l'arr.4 Loandjili. Germaine Ololoest coordonnatrice du Festival International d'Expression Féminine - FIEF - en sigle. Le FIEF est un espace qui met en relief les talents artistiques et socioprofessionnels de Dames. Germaine Ololoest aussi Initiatrice de la Fédération nationale des Acteurs Culturels du Congo - FNACC - ayant pour mission de mettre ensemble les acteurs culturels congolais en vue l'amélioration de leurs conditions de travail et de vie.

### Discographie
- Congo : Lari, Mbochi (collecteur Charles Duvelle), Universal Division Mercury, Antony, 2000, CD (55 min 39 s) + brochure (19 p.)